# Difon
Ve fonetice je difonem segment obsahující zvukovou informaci ze dvou konkrétních sousedících fonémů. Umožňuje tak zaznamenat koartikulaci.
V následujícím diagramu je popsán řetězec jednotlivých fonémů (označených P1, P2, P3, P4, P5, P6) a rozdělení tohoto řetězce na difony (označené jako D1-2, D2-3, D3-4, D4-5,D5-6):
```
|P1===|P2===|P3===|P4===|P5===|P6===|
===|D1-2=|D2-3=|D3-4=|D4-5=|D5-6=|===
```

Počet všech možných difonů je pro různé jazyky různý, vzhledem k počtu fonémů daného jazyka (P). Je třeba zohlednit všechny variace dvojic, výsledný počet by se tedy měl blížit k P2.
Difony se používají při zpracování přirozeného jazyka, konkrétně při syntéze řeči.